# 무라타 가즈야
무라타 가즈야(일본어: 村田 和哉, 1988년 10월 7일 ~ )는 일본의 전 축구 선수이다.

## 구단 경력
그는 2011년부터 2020년까지 J리그의 세레소 오사카, 시미즈 에스펄스, 가시와 레이솔, 아비스파 후쿠오카, 레노파 야마구치 FC에서 활동하였다.